# Ołeksandr Hukowycz
Ołeksandr Wołodymyrowycz Hukowycz (ukr. Гуко́вич Олекса́ндр Володи́мирович) (ur. 13 marca 1928 w Zwinogródce, Ukraina) – ukraiński architekt.
W 1954 ukończył Kijowski Narodowy Uniwersytet Budownictwa i Architektury, w 1983 otrzymał wspólnie z Wołodymirem Kriukowem nagrodę państwową Rady Ministrów ZSRR za kompleks sportowy Karpackiego Okręgu Wojskowego we Lwowie. W 1985 otrzymał honorowy tytuł zasłużonego architekta Ukraińskiej Socjalistycznej Republiki Radzieckiej.

## Dorobek architektoniczny
- Sanatorium Ministerstwa Obrony w Truskawcu /1963, przebudowa 1989/;
- Oddział chirurgiczny szpitala miejskiego we Lwowie /1972/;
- Muzeum Historii Wojsk Karpackiego Okręgu Wojskowego, wspólnie z Ałłą Symbyrcewą /1973/;
- Budynek edukacyjny Lwowskiego Narodowego Uniwersytetu Medycyny Weterynaryjnej i Biotechnologii im. Stepana Grzyckiego przy ulicy Piekarskiej 50 /po 1980/;
- Hotel "Vłasta" (wcześniej "Rosja") przy ulicy Kleparowskiej 30 (wspólnie z Ałłą Symbircewą) /1976/;
- Kompleks sportowy Karpackiego Okręgu Wojskowego przy ulicy Kleparowskiej 39a złożony z krytego basenu, torów strzeleckich, terenu do wieloboju, toru rowerowego, wspólnie z Wołodymyrem Kriukowem (1983), nagroda państwowa Rady Ministrów ZSRR;
- Budynek Instytutu "Wyjskkprojekt" przy ulicy Iwana Franki 61 (Mikołaja Zyblikiewicza 33), wspólnie z Wołodymyrem Kriukowem, W. Pieszkowem, Ałłą Symbircewą, B. Sucz i I. Bogaczykiem.